# Аньон, Франсиско
Франси́ско Аньо́н Пас (галис. Francisco Añón Paz; 9 октября 1812, Боел, Оутес, Галисия — 20 апреля 1878, Мадрид, Испания) — галисийский поэт, юрист и журналист. Считается предтечей возрождения галисийского языка и литературы (галис. Rexurdimento). Обладатель главной премии первых галисийских Цветочных игр (1861). Сочинения издавались в газетах и журналах. Сборники стихов публиковались посмертно.
День галисийской литературы 1966 года отмечался в честь Ф. Аньона.

## Биография
Изучал юриспруденцию в Университете Сантьяго-де-Компостела. В 1846 году из-за участия в региональных политических волнениях выехал в Португалию. По иной версии, покинул родину из-за жажды путешествий. Большую часть жизни провёл за пределами Галисии. В период скитаний жил в Италии, Франции, Андалусии. Остаток жизни провёл в Мадриде.
Вёл типичную для поэтов-романтиков жизнь богемы. Последние годы болел и умер в бедности в мадридской больнице. Известие о смерти собрало узкий круг друзей. Был похоронен в Мадриде на северном кладбище, в 1899 году останки были перенесены на южное кладбище и затерялись в общей могиле.

## Творчество
Имеются различные точки зрения на периодизацию литературных течений Галисии. Согласно одному из вариантов, Ф. Аньон принадлежит к предшественникам галисийского возрождения литературы, или предтечам Росалии де Кастро. однако, Ш. Алонсо Монтеро относит поэта к пионерам возрождения.
Был наделён природным даром поэтического творчества. Первое стихотворение сочинил ещё в Галисии в университетские годы. В Лиссабоне написал «Гимн народов» (Hymno dos povos). Поэзия сохранилась благодаря стараниям друзей. На первые галисийские Цветочные игры 1861 года отослал патриотическую поэму «Галисия», ставшую единственным премированным сочинением на галисийском языке. В поэме писал о спящей Галисии, которой необходимо пробудиться ото сна, поэтому считается одним из первых галисийских авторов, начавших использовать данный образ. В поэзии преобладают две темы: любовь на фоне природы и Галисия с её ностальгическими пейзажами, её возвеличиванием и гордостью за её будущее. Наиболее вдохновенными считаются стихи «Воспоминания о детстве» (Recordos da Infancia). Другое поэтическое сочинение, «Призpак» (A pantasma), выдержано в юмористическом духе и полно иронии. Остальные произведения не представляют большой поэтической ценности.
Поддерживал творческие связи с первым поколением провинциалистов или регионалистов (региональных писателей). Писатели-регионалисты почитали Аньона как патриарха, в 1875 году поэт присутствовал на учредительном собрании их группы «Литературная Галисия», состоявшей из проживавших в Мадриде галисийцев, которые избрали его президентом своего объединения.
Первый поэтический сборник был издан посмертно в Виго в 1878 году. Несмотря на старания друзей и спорадические публикации в газетах и журналах, творчество Ф. Аньона сохранилось не полностью и дошло до нас в сокращённом виде.
В изданной 1888 году сатирической поэме O divino sainete Мануэла Курроса Энрикеса, пародии на «Божественную комедию» Данте, 
седобородый поэт избран автором в качестве проводника по загробному миру.

## Издания
- Añón, Francisco. A Galicia // Álbum de la Caridad : Juegos Florales de La Coruña en 1861, seguido de un mosaico poético de nuestros vates gallegos contempornáneos :  [галис.] / edición costeada por José Pascual López Cortón, á cuyas expensas se celebraron dichos Juegos Florales. — Coruña : Imp. del Hospicio Provincial, a cargo de D. Mariano M. y Sancho, 1862. — P. 2—5. — LV, 482 p. (исп.)

Переводы на русский язык
- Пас Франсиско Аньон. Между двумя безмолвиями : Галисийская поэзия XIX — первой трети XX века / Пер. с галис. яз. / сост. Е. Голубевой, Е. Зерновой; отв. ред. Е. Зернова; предисл. Б. Лосада; подгот. текстов, послесл., справки об авт. и коммент. Е. Голубевой. — 1-е. — СПб. : Центр галисийских исследований СПбГУ, 1996. — С. 60—61. — 240 с. — (Антология галисийской литературы ; т. 2). — ISBN 5-88407-001-X.